# Classic Diamonds
Classic Diamonds je deváté studiové album německé zpěvačky Doro Pesch. Bylo vydáno v roce 2004.

## Seznam skladeb
1. „I Rule The Ruins“ - 04:02
2. „Metal Tango“ - 03:57
3. „Breaking The Law (Judas Priest Cover)“ - 04:22
4. „All We Are“ - 02:57
5. „Für Immer“ - 04:36
6. „Let Love Rain On Me“ - 03:52
7. „Burn It Up“ - 02:25
8. „Tausend Mal Gelebt“ - 04:17
9. „I'm In Love With You“ - 04:44
10. „Undying“ - 03:41
11. „Love Me In Black“ - 05:22
12. „Always Live To Win (Bonus Track)“ - 03:02